# Feldflieger-Abteilung 10
Feldflieger-Abteilung Nr. 10 – FFA 10 jednostka obserwacyjna i rozpoznawcza lotnictwa niemieckiego Luftstreitkräfte z początkowego okresu I wojny światowej.

## Informacje ogólne
W momencie wybuchu I wojny światowej z dniem 1 sierpnia 1914 roku została utworzona we Fliegerersatz Abteilung Nr. 3 i weszła w skład większej jednostki 1 Kompanii Batalionu Lotniczego Nr.3.
Pierwszym dowódcą jednostki został kapitan Maximilian Hantelmann. W początkowym okresie działalności jednostka była przydzielona do VIII Korpusu Armijnego 4 Armii i stacjonowała na lotnisku w Trewirze.
11 stycznia 1917 roku jednostka została przeformowana i zmieniona we Fliegerabteilung 270 Lb (Artillerie) – (FAA 270 Lb).
W jednostce służyli m.in. Fritz Heising, Hermann Pfeiffer, Hans von Freden, Christian Donhauser.

## Dowódcy eskadry
| Stopień | Nazwisko              | Okres                  |
| ------- | --------------------- | ---------------------- |
| Kapitan | Maximilian Hantelmann | 01.08.1914 – 2.09.1914 |
| Kapitan | Möhn                  |                        |